# NGC 7419
NGC 7419 là tên của một cụm sao mở nằm trong chòm sao Tiên Vương. Những ngôi sao trong cụm mở này có màu đỏ đậm và nổi tiếng với năm ngôi sao siêu khổng lồ màu đỏ. Đây là con số lớn nhất trong bất kì cụm sao nào vào thời điểm trước những năm cuối thế kỉ 20. Các nhà thiên văn học khẳng định rằng cụm sao này không hề có bất kì một ngôi sao siêu khổng lồ màu xanh dương nào cả.

## Thành viên
Ngôi sao tên MY Cephei là ngôi sao sáng nhất trong năm ngôi sao siêu khổng lồ và nó tĩnh lặng khác thường. Nó có quang phổ thuộc loại M7.5, một trong những loại quang phổ cuối cùng của những sao siêu khổng lồ. Tuy nhiên, việc phân tích gặp khó khăn bởi vì không có nhiều những ngôi sao gần đó để tiến hành việc so sánh để có kết quả đúng nhất. Ước tính nhiệt độ của nó là khoảng 2600 độ K, tương đương 2326,85 độ C và độ sáng là 180000 L☉

## Chung quanh
Cạnh đó có một Sao cacbon tên là MZ Cephei, cùng đáng chú ý trên những bức ảnh hồng ngoại như năm ngôi sao siêu khổng lồ của MGC 7419. Nó có khoảng cách gần với chúng ta hơn NGC 7419 và là một ngôi sao biến quang bất thường chậm với độ sáng nằm trong khoảng từ 14.7 đến 15.4.

## Dữ liệu hiện tại
Theo như quan sát, đây là thiên hà nằm trong chòm sao Tiên Vương. Và dưới đây là một số dữ liệu khác:
Xích kinh 22h 54m 20s
Độ nghiêng +60° 48′ 54″
Khoảng cách 2300 đến 3300 pc
Độ sáng biểu kiến 13